# Patterson Companies
Patterson Companies ist ein US-amerikanisches Pharmazie- und Gesundheitsunternehmen mit Sitz in Saint Paul, Minnesota.

## Geschichte
1877 eröffneten die Brüder John und M.F. Patterson in Milwaukee ein Verkaufsgeschäft. Die moderne Geschichte des Unternehmens begann Mai 1985, als die Unternehmensleitung und Investoren die Gesellschaft von einer Tochtergesellschaft der Beatrice Companies, Inc. kauften. Im Oktober 1992 wurde das Unternehmen an der NASDAQ gelistet und ist im Aktienindex S&P 500 vertreten. Im Juli 2001 übernahm Patterson die Assets der 1946 gegründeten J. A. Webster Inc., einem US-Anbieter von über 8.000 Veterinärprodukten für Haustiere und Tierkliniken. Im Juni 2004 änderte die Firma ihrem Namen von Patterson Dental Company zu Patterson Companies, Inc.

## Konzernstruktur
Das Unternehmen bietet Produkte im Pharmazie-, Dental- und Veterinärbereich an und ist dementsprechend in die drei Bereiche Patterson Dental, Webster Veterinary und Patterson Medical aufgeteilt, von denen Patterson Medical im Juli 2015 für $715 Mio. an den Finanzinvestor Madison Dearborn Partners verkauft wurde. Daneben existieren diverse Tochterunternehmen in Form von Holdings und Limiteds.

## Produkte
Das Produktspektrum umfasst unter anderem Filme für Röntgenaufnahmen, Kompressoren, Beleuchtung, Instrumente, Abdrücke, Zahnersatz, Zahnarztstühle und Equipment zur Diagnose. Weiterhin werden Einrichtungen für Büros, Computer-Equipment und andere Produkte für Zahnarztpraxen angeboten.
Neben Produkten für Zahnarztpraxen offeriert Patterson Zubehör für Tierarztpraxen in den Vereinigten Staaten. Hierzu gehören zum Beispiel Diagnose-Produkte, Papiertücher, Nadeln und Spritzen, Injektionen, Salben, Mullbinden, Narkosemittel, Antibiotika, Handschuhe, Wundnähte, orthopädische Produkte, Impfstoffe sowie andere Medikamente.